# Alexandra Shipp
Alexandra Shipp (Phoenix, 1991. július 16. –) amerikai színésznő, énekesnő.
Legismertebb alakítása Ororo Munroe / Ciklon az X-Men-filmekben. 2018-ban a Kszi, Simon című romantikus filmvígjáték-drámában szerepelt.

## Fiatalkora
Phoenixben született, édesanyja kundalini jógaoktató, édesapja, James Sr. marketingvezető. Két bátyja van, James és Jordan, valamint egy mostohatestvére, Kasia.
A Squaw Peak Elementary School, az Arizona School for the Arts és a St. Mary's Catholic High School tanintézményekben tanult.  17 éves korában Los Angelesbe költözött, hogy színészi karrierjére koncentráljon.

## Pályafutása
Első filmszerepe 2009-ben az Alvin és a mókusok 2. című zenés vígjátékban volt. 2014-ben Aaliyaht alakította az Aaliyah: The Princess of R&B című televíziós életrajzi filmben. 2016-ban az X-Men: Apokalipszis című filmben először öltötte magára a szuperhős Ororo Munroe / Ciklon szerepét. 2018-ban Nick Robinson és Jorge Lendeborg Jr. mellett játszott a Kszi, Simon című romantikus filmben. Ugyanebben az évben Kathryn Prescott és Lucy Hale színésztársa is volt a Dude című vígjátékban.
2019-ben ismét Ciklonként tűnt fel X-Men: Sötét Főnixben. Még ebben az évben a Shaft című akcióvígjátékban is szerepelt. 2023-ban Greta Gerwig Barbie című rendezésében a címszereplő játékbaba írónő változatát formálta meg.

## Magánélete
2021 júniusában nyilvánosan vállalta, hogy az LMBTQ+ közösség tagja.

## Filmográfia

### Film
| Év   | Magyar cím                | Eredeti cím                             | Szerep                | Magyar hang    |
| ---- | ------------------------- | --------------------------------------- | --------------------- | -------------- |
| 2009 | Alvin és a mókusok 2.     | Alvin and the Chipmunks: The Squeakquel | Valentina             |                |
| 2015 | Egyenesen Comptonból      | Straight Outta Compton                  | Kimberly Woodruff     | Roatis Andrea  |
| 2016 | X-Men: Apokalipszis       | X-Men: Apocalypse                       | Ororo Munroe / Ciklon | Gáspár Kata    |
| 2017 | Haláli csajok             | Tragedy Girls                           | McKayla Hooper        |                |
| 2018 | A gyilkosság filozófiája  | Spinning Man                            | Anna                  | Szabó Luca     |
| 2018 | Kszi, Simon               | Love, Simon                             | Abby Suso             | Csifó Dorina   |
| 2018 | Deadpool 2.               | Deadpool 2                              | Ororo Munroe / Ciklon | nem szólal meg |
| 2018 |                           | Dude                                    | Amelia                |                |
| 2019 | Egy kutya hazatér         | A Dog's Way Home                        | Olivia                |                |
| 2019 | X-Men: Sötét Főnix        | Dark Phoenix                            | Ororo Munroe / Ciklon | Gáspár Kata    |
| 2019 | Shaft                     | Shaft                                   | Shaft                 | Csuha Bori     |
| 2019 | Jexi – Túl okos telefon   | Jexi                                    | Cate Finnegan         | Csuha Bori     |
| 2020 | Veled minden hely ragyogó | All the Bright Places                   | Kate Finch            |                |
| 2020 | Végtelen szerelem         | Endless                                 | Riley Jean Stanheight | Laudon Andrea  |
| 2020 | Örömapa 3.                | Father of the Bride, Part 3(ish)        | Rachel Banks          |                |
| 2021 |                           | Silk Road                               | Julia Vie             |                |
| 2021 | Tick, Tick... Boom!       | Tick, Tick... Boom!                     | Susan Wilson          | Rudolf Szonja  |
| 2022 | Space Oddity              | Space Oddity                            | Daisy Taylor          | Csuha Borbála  |
| 2022 |                           | Asking for It                           | Regina                |                |
| 2023 |                           | The Good Half                           | Zoey Abbot            |                |
| 2023 | Barbie                    | Barbie                                  | Író Barbie            | Gáspár Kata    |
| 2023 | Imádlak utálni            | Anyone but You                          | Claudia               | Staub Viktória |

### Televízió
| Év   | Magyar cím                        | Eredeti cím                       | Szerep       | Megjegyzések                                     |
| ---- | --------------------------------- | --------------------------------- | ------------ | ------------------------------------------------ |
| 2011 | Elcserélt lányok                  | Switched at Birth                 | Ashley       | 1 epizód                                         |
| 2012 | V, mint Viktória                  | Victorious                        | Elise        | 1 epizód                                         |
| 2013 | Anubisz házának rejtélyei         | House of Anubis                   | KT Rush      | 41 epizód                                        |
| 2013 |                                   | House of Anubis: Touchstone of Ra | KT Rush      | különkiadás                                      |
| 2013 | Kínos                             | Awkward                           | Abby Martin  | 1 epizód                                         |
| 2014 | Ray Donovan                       | Ray Donovan                       | Tiffany      | 1 epizód                                         |
| 2014 | Ármány és szenvedély              | Days of Our Lives                 | Mary Beth    | 3 epizód                                         |
| 2014 | A dobpergés vonzásában: Új ritmus | Drumline: A New Beat              | Dani Raymond | - tévéfilm - magyar hangja: - Bogdányi Titanilla |
| 2014 |                                   | Aaliyah: The Princess of R&B      | Aaliyah      | tévéfilm                                         |
| 2015 |                                   | Your Family or Mine               | Lucy         | 1 epizód                                         |
| 2020 |                                   | Make It Work!                     | önmaga       | különkiadás                                      |
| 2024 | Laid                              | Laid                              | Aubrey       | 1 epizód                                         |

## Fordítás
- Ez a szócikk részben vagy egészben  az   Alexandra Shipp című angol Wikipédia-szócikk ezen változatának fordításán alapul.  Az eredeti cikk szerkesztőit annak laptörténete sorolja fel. Ez a jelzés csupán a megfogalmazás eredetét és a szerzői jogokat jelzi, nem szolgál a cikkben szereplő információk forrásmegjelöléseként.